# Une vraie fille
Ne doit pas être confondu avec Une vraie jeune fille.
Une vraie fille est un roman pour adolescents de l’écrivaine québécoise Tania Boulet, édité en mars 2016 chez Québec Amérique, dans la collection Titan jeunesse.

## Genèse du roman
L'histoire est inspiré de l'histoire personnelle de Tania Boulet : son fils, Félix joue au baseball pour l'équipe locale de la municipalité de Havre-Saint-Pierre. En avril 2014, il est recruté par l'équipe élite de la Côte-Nord. Tania Boulet l'accompagne jusqu'aux Jeux du Québec. La présence de deux filles dans l'équipe attire son attention. Plus tard, à l'automne, elle invente le personnage de Mia et rédige l'histoire en s'inspirant de ce qu'elle et son fils ont vécu. Elle consulte Félix, son fils, au sujet des règlements du baseball et, pour s'assurer de la cohérence de l'intrigue, et lui demande de lire le manuscrit.

## Résumé
Mia Saint-Laurent, 14 ans, a un talent naturel de lanceuse. Elle n'a qu'une chance de participer au championnat provincial de baseball et tous les habitants de son village, Havre-Saint-Pierre, sont convaincus qu'elle sera sélectionnée parmi les joueurs de l'équipe élite de la Côte-Nord. Mais Mia a peu confiance en elle. Malgré la tempête de neige, sa mère l’oblige à prendre part aux camps de sélection qui se déroulent à Sept-Îles. Entourée des meilleurs joueurs de sa région, elle a la sensation de ne pas être à la hauteur. D'autant plus que plusieurs de ses adversaires sont des étudiants-athlètes qui évoluent dans des programmes sport-études. Convaincue d’être retranchée, Mia néglige sa condition physique. C'est plutôt dans l'espoir de trouver l'amour qu'elle se présente à l'entraînement. Quand son entraîneur, Paul Desmarais, lui annonce qu’il hésite à la choisir, Mia craint le pire et s'entraîne d'une manière intense. Elle est finalement sélectionnée, mais son coéquipier, le receveur Cédric Longchamps, supporte mal sa paresse. Durant les pratiques, un lien unique se développe entre eux et, à la fin de la saison, ils réalisent qu'ils sont faits l'un pour l'autre.                                                                     